# Titularbistum Zorava
Zorava war eine antike Stadt in der römischen Provinz Arabia Petraea im heutigen Jordanien.
Zorava ist ein ehemaliges Bistum der römisch-katholischen Kirche und heute ein Titularbistum. Es gehörte der Kirchenprovinz Bostra an.
| Titularbischöfe von Zorava |                             |                                                                           |                  |                 |
| Nr.                        | Name                        | Amt                                                                       | von              | bis             |
| 1                          | Peter Johannes Willekens SJ | Apostolischer Vikar von Batavia (Indonesien)                              | 23. Juli 1934    | 27. Januar 1971 |
| 2                          | Charles Georges Mrad        | Kurienbischof im syrisch-katholischen Patriarchat von Antiochia (Libanon) | 19. Februar 2018 |                 |